# Eiconaxius cristagalli
Eiconaxius cristagalli är en kräftdjursart som först beskrevs av Faxon 1893.  Eiconaxius cristagalli ingår i släktet Eiconaxius och familjen Axiidae. Inga underarter finns listade i Catalogue of Life.